# Константин Заслонов
Константин Сергеевич Заслонов (25 декември 1909 г. (7 януари 1910 г.), Осташков, Тверска област – 14 ноември 1942 г., с. Купаватов, Витебска област) – съветски партизанин, герой от Великата отечествена война. Командир на партизански отряд и бригада, от октомври 1942 г. командир на всички партизански сили в Оршанската зона.

## Биография
Той е роден в работническо семейство на 7 януари 1910 г. (нов стил) в град Осташков, Тверска област. Баща му е имал малка ферма: имал е кон, жребче и две крави. През 30-те години на XX век цялото семейство (баща му, две сестри и двама братя) е лишено от собственост и заточено на Колския полуостров, в Хибиньогорск (сега Кировск). Нямало достатъчно пари и осемгодишният Костя работил като овчар, а година по-късно тръгва на училище. Първата учителка на Заслонов, Анна Василиевна Раздерова, по-късно си спомня, че той се откроявал сред всички деца с изключителните си способности и постоянство. Сестра му Татяна разказва: „Костя бил едно от най-големите деца, трябвало да работи наравно с възрастните. Понякога го събуждали да върши нещо преди зазоряване, той работел по три-четири часа и така, безсънен и изтощен, отивал на училище“. През 1927 г. училищната комсомолска организация изпраща Константин като отличен ученик във Великолъкското професионално техническо училище по железопътен транспорт, което той завършва през 1930 г.
По нареждане на Комсомола Заслонов и съпругата му са изпратени в Далечния изток, където възстановяват депото на гара Вяземская близо до Хабаровск. През 1935 г. той става помощник на началника на локомотивното депо в Новосибирск. В семейството се ражда дъщеря Муза. Поради глад здравето на съпругата му започва рязко да се влошава и Константин я изпраща с дъщеря ѝ във Витебск. Но той не може да отиде сам, за да не „опозори честта на комсомолски доброволец“. Както си спомня дъщеря му, след пристигането си във Витебск съпругата му изпраща пощенска картичка, в която се твърди, че Заслонов е спешно повикан да учи в Ленинградския институт на инженерите по автомобилен транспорт и е освободен от работа, за да учи.
Така той се завръща във Витебск и започва работа в железопътното депо. От 1937 г. е началник на депото на гара Рославъл, а от октомври 1939 г. – на гара Орша.

## Великата отечествена война
В началото на войната, когато германските войски се приближават до Орша, той е евакуиран в Москва и работи в депо „Илич“.
През септември 1941 г. по инициатива на К. С. Заслонов в Москва е създаден партизански отряд от железопътни работници, който през октомври преминава фронтовата линия и е разформирован. Групата, водена от К. С. Заслонов, пристига в Орша, където действа като част от Оршанската комунистическа нелегална организация. К. С. Заслонов получава работа в депо Орша като началник на руските локомотивни бригади. На железопътния възел той създава и ръководи няколко подземни диверсионни групи, които заедно с други подземни групи парализират работата на Оршанската железопътна организация. Заслоновците добиват взривни вещества, правят мини, включително „въглищни мини“ (мини, маскирани като въглища), унищожават вражески влакове, взривяват складове с боеприпаси и гориво и повреждат телефонните комуникации. От декември 1941 г. до февруари 1942 г. подземните сили изтласкват 6 вражески влака в долината, извеждат от строя над 200 парни локомотива и над 170 автомобила.
Нацистите разбрали за саботажната организация. За да избегне поражение, К. С. Заслонов с група подземни бойци се присъединил към партизаните. На 3 февруари 1942 г. – командир на партизански отряд, от юли 1942 г. – командир на партизанската бригада „Чичо Костя“. Партизаните, водени от К. С. Заслонов, извършвали бойни нападения над Орша и съседните райони, унищожавайки вражески гарнизони и комуникации. К. С. Заслонов загива на 14 ноември 1942 г. в битка срещу наказателните сили в село Купават, Сеннски район.
През 1955 г. е препогребан от село Купават в град Орша. Гробът на К. С. Заслонов и неговия адютант Й. В. Коржан (загинал в битка на 14 ноември 1942 г.) се намира на перона на жп гарата.

## Награди
- Посмъртно, на 7 март 1943 г. , той е удостоен със званието „Герой на Съветския съюз“ за образцовото изпълнение на бойните задачи на командването на фронта на борбата срещу германските нашественици и проявените при това смелост и героизъм (с Указ на Президиума на Върховния съвет на СССР от 7 март 1943 г.).[4]
- Награден с два ордена на Ленин и медали.

## Памет
През 1955 г. на гроба на К. С. Заслонов и неговия адютант Я. В. Коржан в Орша е поставена паметна плоча, а до нея е паметник на К. С. Заслонов (скулптор С. Селиханов, архитект Г. Сисоев).
По време на Великата отечествена война две партизански бригади са кръстени на К. С. Заслонов. В Орша е създаден мемориален музей на К. С. Заслонов. На негово име са дадени депото на гара Орша, училище в Орша, жп гара в Лепелски район, детска железница в Минск и много колективни стопанства. Улици в много градове и села, село в Сеннски район, алея в Парка на героите в Орша са кръстени на героя. На К. С. Заслонов са посветени игрален филм, произведения на литературата, живописта, скулптурата и музиката. За него са съставени народни песни и легенди.